# Laurent Fels

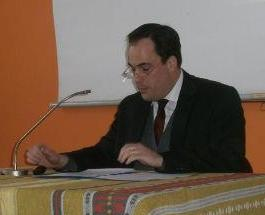
Laurent Fels 2013

Laurent Fels (* 4. Februar 1984 in Esch-sur-Alzette, Luxemburg) ist ein luxemburgischer Lyriker, Literaturwissenschaftler und Kritiker. Er unterrichtet Literatur und Philosophie an den 'Classes Préparatoires aux Grandes Ecoles' im Großherzogtum Luxemburg.

## Leben
Laurent Fels studierte Klassische Philologie und Literaturwissenschaft am Centre universitaire de Luxembourg und der Universität Metz und promovierte zum Dr. phil. an der Université de Lorraine mit einer Dissertation über Saint-John Perse. Im Jahr 2004 gründete er die Literaturzeitschrift Les Cahiers de Poésie, die jährlich vier Mal erscheint und die er zusammen mit dem Pariser Schriftsteller und Verleger Joseph Ouaknine leitet.
Als Mitglied der Europäischen Akademie der Wissenschaften und Künste und des Forschungszentrums „Écritures“ der Université de Lorraine ist er der wissenschaftliche Herausgeber der Reihe Regards sur la poésie du XXe siècle. Laurent Fels ist seit April 2009 Mitglied der Europäischen Akademie der Lyrik. Außerdem ist er wissenschaftlicher Mitarbeiter an mehreren literarischen Institutionen wie der Société de littérature générale et comparée der Universität Luxemburg und der Society for French Studies der Oxford University.
Sein dichterisches Werk wurde im Jahr 2007 mit dem Grand Prix de Littérature der Académie Nationale de Metz geehrt.

## Werke (Auswahl)
- 2005: Voyage au bout de l’étoile (Gedichte)
- 2005: Paroles Oubliées (Gedichte)
- 2005: Dire l’Indicible / Das Unsagbare in Worte fassen (Gedichte auf Französisch und Deutsch)
- 2005: Le Cycle du Verbe / Wortzyklus (Gedichte auf Französisch und Deutsch)
- 2005: Îles enchantées (Gedichte)
- 2006: Comme un sourire / Wie ein Lächeln (Gedichte auf Arabisch, Französisch und Deutsch)
- 2007: Intermittences / Intermitente / Intervalle (Gedichte auf Französisch, Rumänisch und Deutsch)
- 2007: La dernière tombe restera ouverte (Poetische Fragmente)
- 2008: Ourganos (Gedichte)
- 2008: Nielles (Gedichte)
- 2009: Arcendrile suivi de Nielles (Gedichte)
- 2010: À contre-jour (Gedichte)
- 2011: Ourganos (Gedichte, Neuauflage)
- 2012: Regards de soie (Gedichte auf Französisch, Englisch und Chinesisch)
- 2014: Elfenbeintestament (Gedichte auf Deutsch)
- 2015: Cyclamen (Gedichte auf Französisch)